# Waterloo (Bélgica)
Waterloo (pronunciación en francés: /watɛʁlo/ (escucharⓘ), pronunciación en neerlandés: /ˈʋaːtərloː/ⓘ) es un municipio belga ubicado en la provincia del Brabante Valón. Se ubica a unos veinte kilómetros al sur de Bruselas, la capital del país y de la Unión Europea, motivo por el cual más de la cuarta parte de la población de Waterloo es de origen extranjero, principalmente residentes que trabajan en las instituciones comunitarias en Bruselas.
A 1 de enero de 2019, el censo dio como resultado 30 328 habitantes en Waterloo que, con un término de 21,03 km², da una muy alta densidad de población de 1442 habitantes por km².

## Toponimia
Su primera mención se remonta al siglo XII (año 1102), cuando aparece documentado como Waterlots y Waterloes, y en 1221 Watrelos. Semánticamente la idea de « terreno » o « pradera » subyace en el neerlandés lots, también emparentado por cierto con el término sueco lösa (terreno movedizo o fangoso). El topónimo proviene pues del antiguo neerlandés, compuesto por water ("agua", aunque aquí debería entenderse como "húmedo") y loo ("bosque" o "claro de bosque", del latín lucus "bosque" o lucuma "claro de bosque"). La aldea originaria estaba situada en un claro pantanoso del bosque conocido como Forêt de Soignes, de donde saca su nombre.
El idioma oficial en el municipio es el francés, en cuya variedad estándar se pronuncia /vatɛʁlo/. Sin embargo, la pronunciación más común es /watɛʁlo/, ya que en el francés de Bélgica, dialecto propio del lugar, la letra w se pronuncia /w/, y no /v/ como en Francia. Otros idiomas no oficiales pero con significativa presencia en la comuna emplean la misma grafía pero con una pronunciación adaptada a su idioma, como lo son el neerlandés /ˈʋaːtərloː/ y el alemán /ˈvɑːtɐloː/. En valón se escribe Waterlô, aunque se pronuncia igual que en francés de Bélgica (/watɛʁlo/).
En castellano no existe una forma o pronunciación tradicional, al no estar en territorio de habla hispana, si bien es un lugar conocido por eventos históricos como la batalla de Waterloo, culturales como la canción homónima o políticos, al ser la residencia de Carles Puigdemont desde 2017. Estos factores han hecho que la pronunciación mayoritaria en España sea hoy /water'lu:/, por influencia del inglés y de los medios de comunicación, pese a que debería ser /vater'lo:/ o /bater'lo:/, sin cerrar fonéticamente el final de la palabra en u larga, al tratarse de un término de origen neerlandés y no inglés.

## Demografía

### Evolución
Los datos históricos relativos al actual municipio, en el siguiente gráfico, reflejan su evolución demográfica, incluyendo municipios después de efectuada la fusión el 1 de enero de 1977.
| Gráfica de evolución demográfica de Waterloo entre 1846 y 2020 |
|                                                                |

## Historia
En Waterloo se produjo la famosa batalla de Waterloo (18 de junio de 1815) entre los ejércitos de la Francia de Napoleón y las tropas aliadas de varias naciones europeas al mando del duque de Wellington. La derrota y retirada del ejército de Napoleón propició la caída definitiva del Primer Imperio francés.

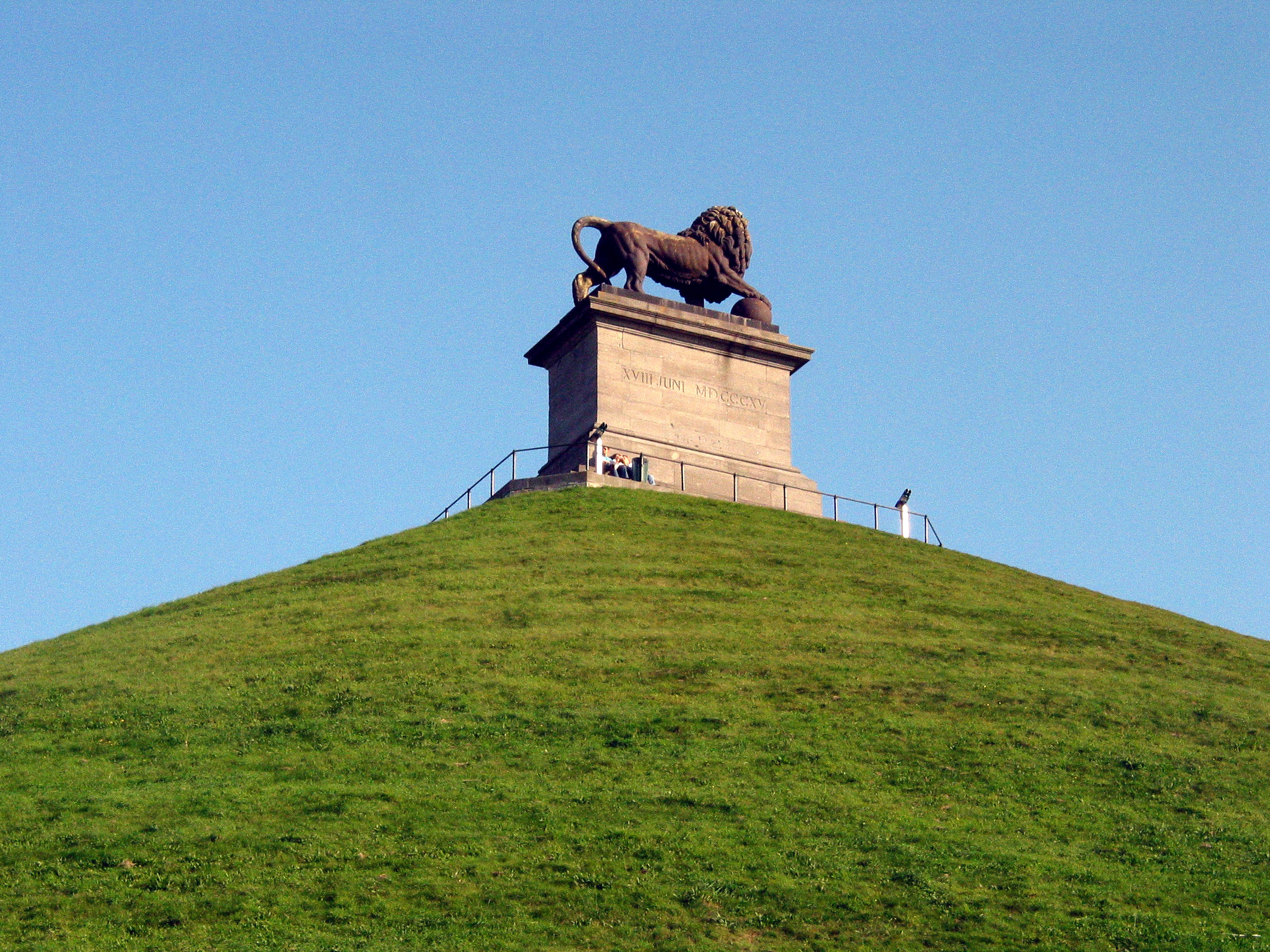
Estatua del león